# Anzu

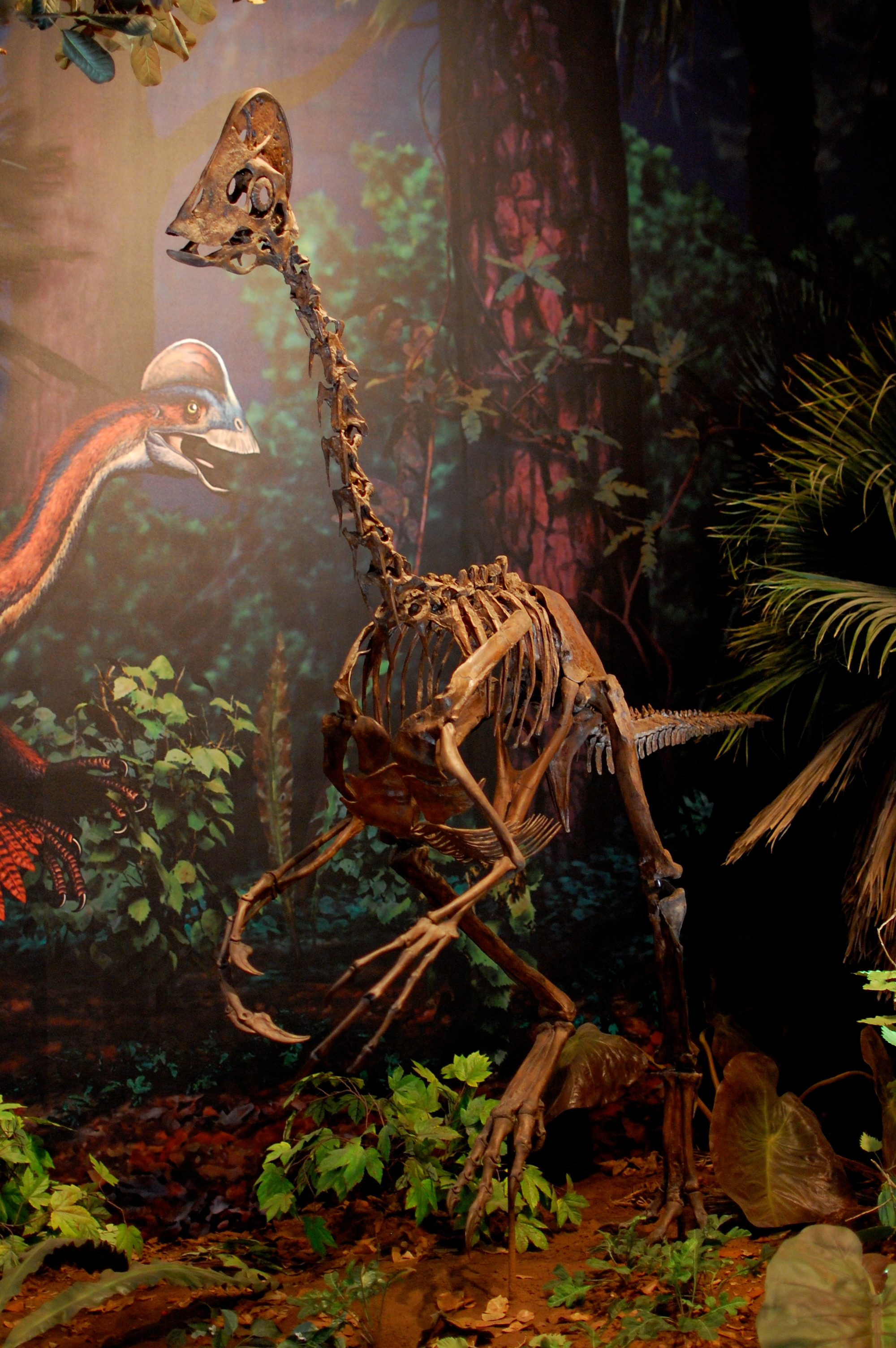
Een skeletmodel van Anzu

Anzu wyliei is een theropode dinosauriër, behorende tot de Maniraptora, die tijdens het late Krijt leefde in het gebied van het huidige Noord-Amerika.
Op het eind van de twintigste eeuw werden in Noord-Amerika voor het eerst vrij complete fossielen gevonden van caenagnathide Oviraptorosauria. In het begin werden die toegewezen aan al benoemde soorten maar later werd duidelijk dat het om een nog onbekende soort ging. In 2014 kreeg deze de naam Anzu wyliei. De fossielen vertegenwoordigen een belangrijk deel van het skelet zodat de wetenschappers een goed beeld kregen van de bouw van het dier.
Anzu werd ruim drie meter lang bij een gewicht van tegen de driehonderd kilogram en was daarmee nogal groot voor een oviraptorosauriër. Het dier leek erg op een vogel. Het had een verenkleed, een korte tandeloze kop met een snavel en kam, lange armen met vleugels en een korte staart met een veerwaaier. De achterpoten waren lang.
Anzu was vermoedelijk een planteneter. Hij leefde in natte bossen waar hij met zijn schoffelvormige ondersnavel wortels of knollen uit de grond schepte die met een uitstulpende beweging van de onderkaken afgebeten en verwerkt werden. Met zijn lange achterpoten kon Anzu vluchten voor Tyrannosaurus rex, de voornaamste jager in zijn leefgebied.

## Vondst en naamgeving
In 1998 vonden Fred Nuss, de eigenaar van de Nuss Fossils fossielenhandel, en zijn medewerker Robert Detrich twee skeletten van grote oviraptorosauriërs bij Buffalo in Harding County, South Dakota. Die lieten ze prepareren door Michael Triebold van Triebold Paleontology. Modellen van deze giant oviraptors werden door Triebold tentoongesteld. De skeletten werden eerst toegewezen aan een Chirostenotes sp. of aan een Caenagnathus sp., maar veel onderzoekers meenden dat het om een taxon moest gaan dat een eigen naam waardig was.

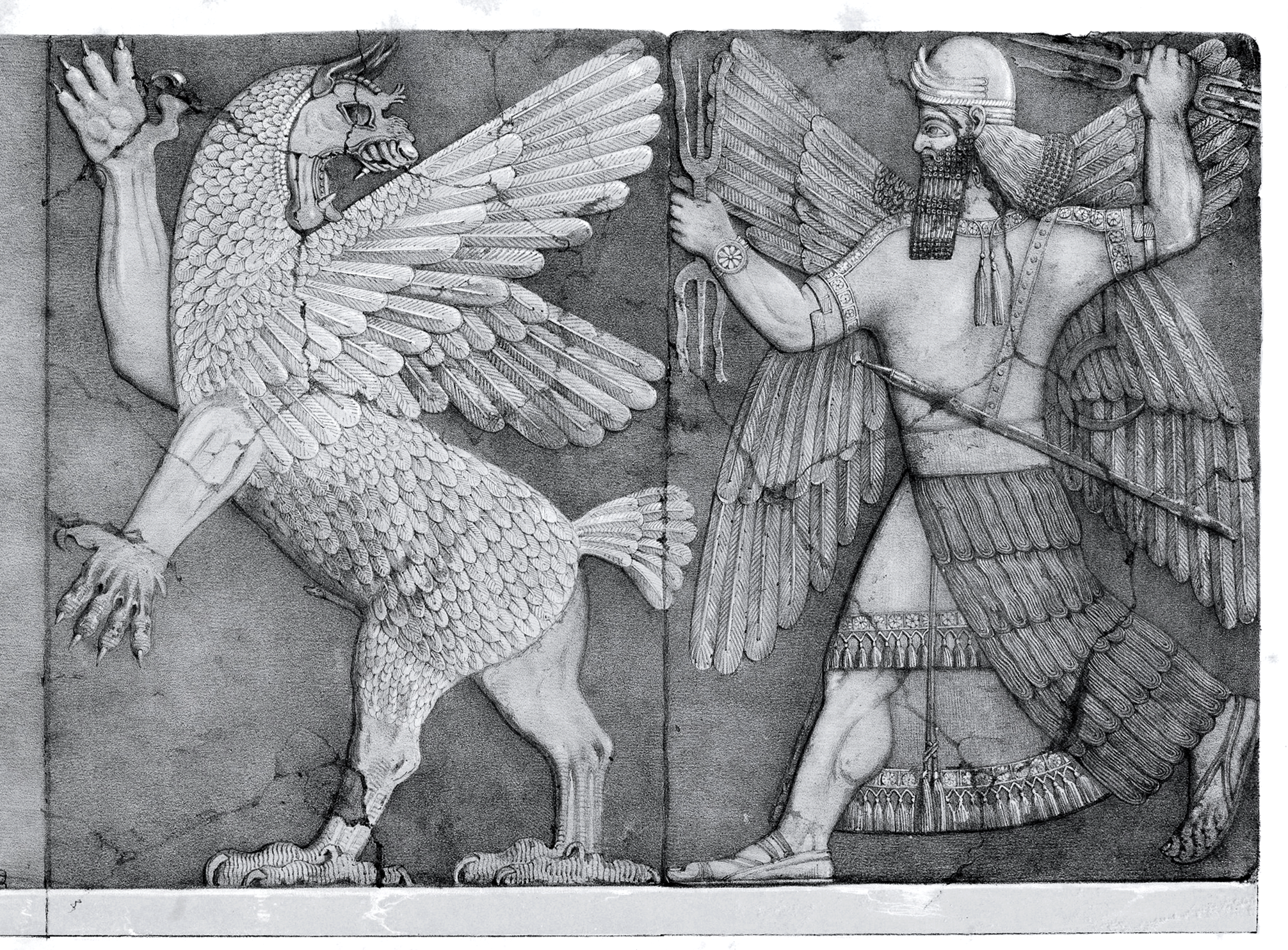
De demon Anzû wordt achtervolgd door de god Enlil

In 2014 werd de typesoort Anzu wyliei benoemd en beschreven door Matthew Lamanna, Hans-Dieter Sues, Emma Schachner, en Tyler Lyson. De geslachtsnaam is afgeleid van Anzû, een gevleugelde demon ofwel utukku, in de vorm van een adelaar met de kop van een leeuw, uit de mythologie van de Soemeriërs, gezien de opvallende verschijning van het dier. De soortaanduiding eert Wylie J. Tuttle, de kleinzoon van het echtpaar Lee B. Foster, sponsors van het Carnegie Museum of Natural History.
Het holotype, CM 78000, is gevonden in een laag van de Hell Creek Formation, die dateert uit het late Maastrichtien. Het betreft een van de door Nuss gevonden skeletten. Bewaard zijn gebleven: fragmenten van de praemaxilla, een stuk hersenpan, de quadrata en de pterygoïden, verdere schedelfragmenten, de volledige onderkaken, verschillende halswervels en staartwervels, nekribben, ribben, buikribben, chevrons, de schoudergordel, het rechteropperarmbeen, de linkeronderarm, een tweede linkermiddenhandsbeen, vingerkootjes waaronder handklauwen, en beide achterpoten met uitzondering van de centrale middenvoetsbeenderen en van sommige teenkootjes. De botten lagen niet in verband maar zijn wel bij elkaar aangetroffen. Gezien de formatie en het vogelachtige uiterlijk van het dier kreeg het in de Verenigde Staten de bijnaam Chicken from Hell.
Aan de soort zijn verschillende andere specimina toegewezen. Het gaat in de eerste plaats om specimen CM 78001, het tweede door Nuss gevonden skelet dat op een honderdtal meters van het holotype werd aangetroffen. Dit is zelfs iets completer dan het holotype en vult dit aan met de middendelen van de schedel, alle halswervels en ruggenwervels, het heiligbeen en het bekken. Een derde specimen is MRF 319, door Scott Haire op de boerderij van zijn oom te Marmarth gevonden in Slope County, North Dakota, een zeer fragmentarisch skelet bestaande uit drie halswervels, een rib, en een linkerschoudergordel en onderarm. Een vierde specimen is FMNH PR 2296, uit Harding County, bestaande uit het achterdeel van een linkeronderkaak.

## Beschrijving

### Grootte
Anzu is een relatief groot dier. Gregory S. Paul schatte in 2010 de lengte op vier meter, het gewicht op driehonderdvijftig kilogram. De beschrijvers gingen in 2014 uit van een wat geringer formaat met drie tot drieënhalve meter lichaamslengte, een heuphoogte van anderhalve meter en een gewicht van tweehonderd à driehonderd kilogram. Het proportioneel wat hogere gewicht ten opzichte van de eerdere schatting, komt voort uit het toepassen van gewichtsbepalingen die gebaseerd zijn op de dijbeenomtrek, die geijkt werden door vergelijking met moderne zoogdieren, welke een wat zwaardere bouw hebben dan de tamelijk rank geconstrueerde maniraptore dinosauriërs. In 2021 kwam een volumeschatting uit op 216 tot 280 kilogram; werd het gewicht bepaald door digitaal de minimale inhoud te berekenen waar het skelet nog in past dan lag het gewicht tussen de 159 en 199 kilogram. De volumeschatting werd het meest plausibel geacht.

### Onderscheidende kenmerken

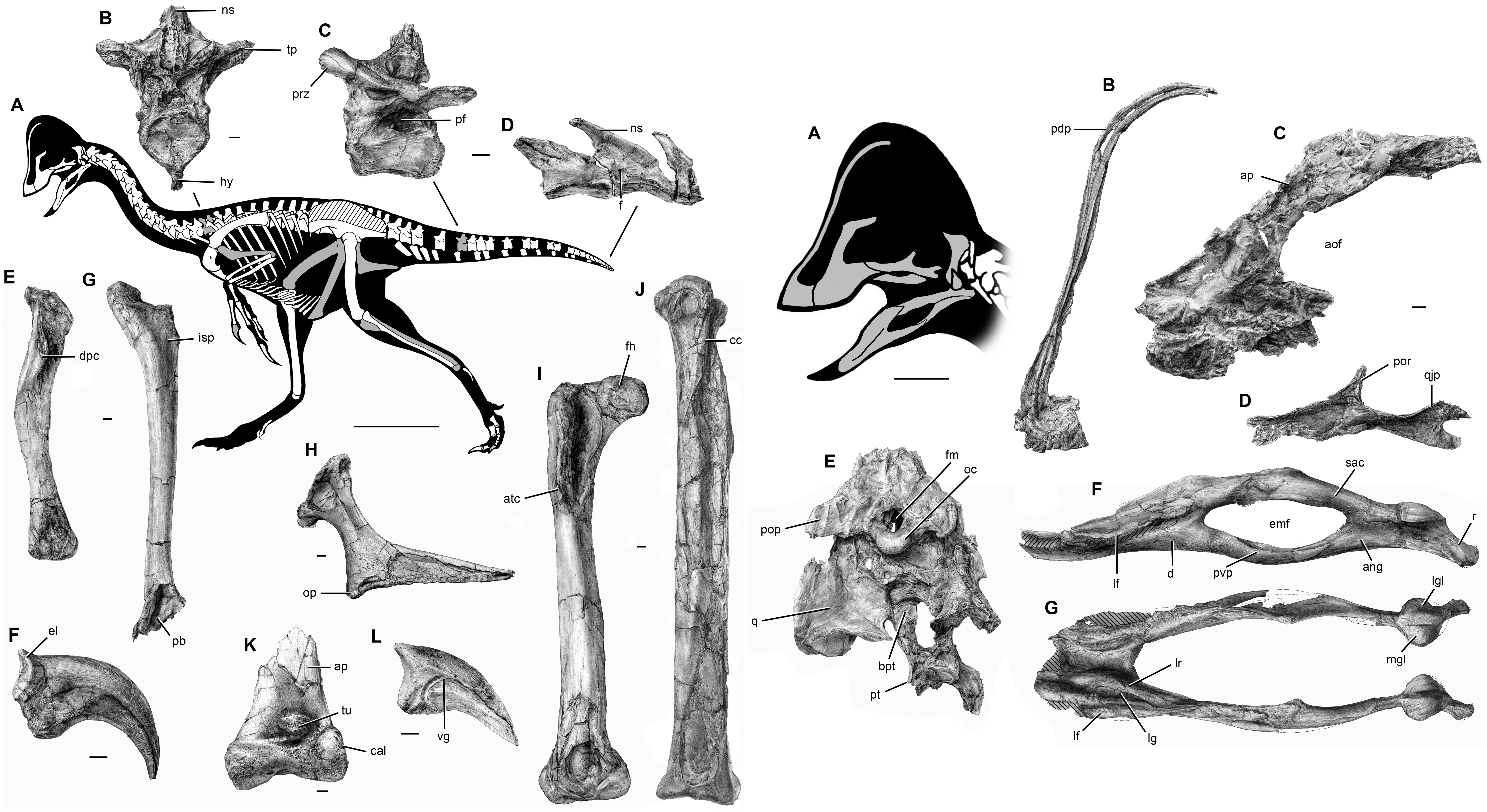
Tekeningen van de skeletelementen van CM 78000 en CM 78001

De beschrijvers wisten verschillende onderscheidende kenmerken vast te stellen. Sommige daarvan zijn autapomorfieën, unieke afgeleide eigenschappen, van het holotype. Het bezit van een hoge, halvemaanvormige, kam op de snuit van de schedel, gevormd door de opgaande takken van de praemaxillae. De condylus occipitalis is overdwars breder dan het achterhoofdsgat. Het gedeelte van de voorste onderkaak dat met zijn tegenhanger vergroeid is, heeft een uitstekende horizontale richel aan de buitenste zijkant. Het retroarticulair uitsteeksel aan de achterkant van de onderkaak is langgerekt, ongeveer even lang als het gewrichtsvlak. De onderkant van het spaakbeen is verdeeld in twee afgeronde uitsteeksels. Het eerste kootje van de tweede vinger heeft een trogvormige lengtegroeve aan de onderkant van de binnenzijde. De voorkant van het sprongbeen heeft aan de basis van de opgaande tak een bultvormig uitsteekseltje.
Daarnaast zijn bij specimen CM 78001 nog eens vier potentiële autapomorfieën zichtbaar, die geldig zijn afhankelijk van de correctheid van de toewijzing. Het hoofdlichaam van het bovenkaaksbeen heeft geen uitholling rond de fenestra antorbitalis. De opgaande tak van het bovenkaaksbeen is langwerpig en gebouwd als een omgekeerde L. De tak van het jukbeen richting quadratojugale is hoog. De tak van het jukbeen richting quadratojugale is gevorkt.

### Algemene bouw
Anzu is een bevederde tweevoeter met vrij lange armen en een korte staart. De naamgevende auteurs verschaften ook een korte beschrijving van de algemene bouw van Anzu. De schedel is nauw en hoog en wordt bekroond door een hoge schedelkam welke doet denken aan die van de kasuaris. In de schedel is het meest opvallende element wel het jukbeen aangezien het zo basaal van vorm is met een hoge gevorkte achterste tak net als bij oudere theropoden. De kaken zijn tandeloos en, zoals bij andere oviraptorosauriërs, kenmerken de vergroeide voorste onderkaken zich door een complex geheel van richels en groeven, dat bij leven de aanhechting vormde voor een hoornige ondersnavel. De nek is met twaalf halswervels lang maar ook vrij breed over de nekribben gemeten, vooral aan de achterkant. De staart is sterk gepneumatiseerd, doortrokken van luchtholten. De staartpunt loopt uit in een korte pygostyle, een vergroeiing van de uiterste staartwervels, net als bij vogels. In de romp hebben de borstbeenderen een paar goed ontwikkelde zijuitsteeksels, net als bij de Oviraptoridae. In de arm is het spaakbeen opmerkelijk daar het naar beneden toe uitloopt in twee bulten. De hand is relatief lang en heeft verder een typische caenagnathide bouw met handklauwen voorzien van een flinke beenlip aan de bovenste achterkant en een langgerekte tweede en derde vinger. In het bekken is het schaambeen recht en het zitbeen opvallend gekromd. De achterpoten zijn lichtgebouwd waarbij het onderbeen duidelijk langer is dan het bovenbeen. De tenen zijn lang zoals bij de meeste caenagnathiden.

### Skelet

#### Schedel

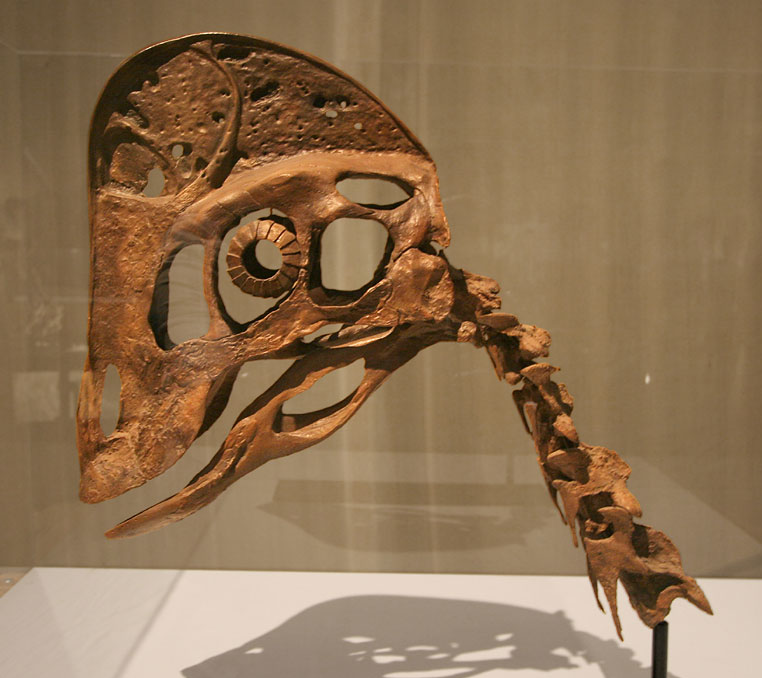
Een model van schedel en nek

Het opvallendste kenmerk van de schedel van Anzu is een hoge kam op de snuit. Zulke kammen zijn bij oviraptorosauriërs niet zeldzaam maar de hoogte is in dit geval uitzonderlijk, alsmede de zeer steile hoek, een profiel scheppend dat wat aan dat van Rinchenia doet denken. Het hoofdlichaam van de praemaxilla is vrij hoog en dat resulteert in een tamelijk steile snuitpunt. Deze kromt daarna eerst wat naar achter maar in een hol profiel stijgt de voorrand daarop weer sterk omhoog, uitlopend in een bolle kamtop die de schedelhoogte ongeveer verdubbelt. Het profiel van de achterrand is onbekend maar wordt door de beschrijvers als gekromd verondersteld. De voorrand wordt gevormd door de opgaande, nasale, takken van de praemaxillae. Deze zijn in het midden niet met elkaar versmolten: iedere tak houdt een eigen verdikte richel aan de uiterste rand. Aan de binnenkant van de richel moet een zich ver naar beneden uitstrekkend neusgat hebben gelegen maar de precieze vorm daarvan is onbekend. Daardoor is het ook niet duidelijk wat de interne structuur van de kam was; vermoedelijk bestond die uit erg dun bot. De beschrijvers gingen ervan uit dat de beenkam nog naar boven verlengd werd door kraakbeen of hoorn. De praemaxillae zijn tandeloos en dragen een hoornsnavel waarvan de onderrand, gezien de vorm van de onderrand van de praemaxilla, matig gegolfd is.

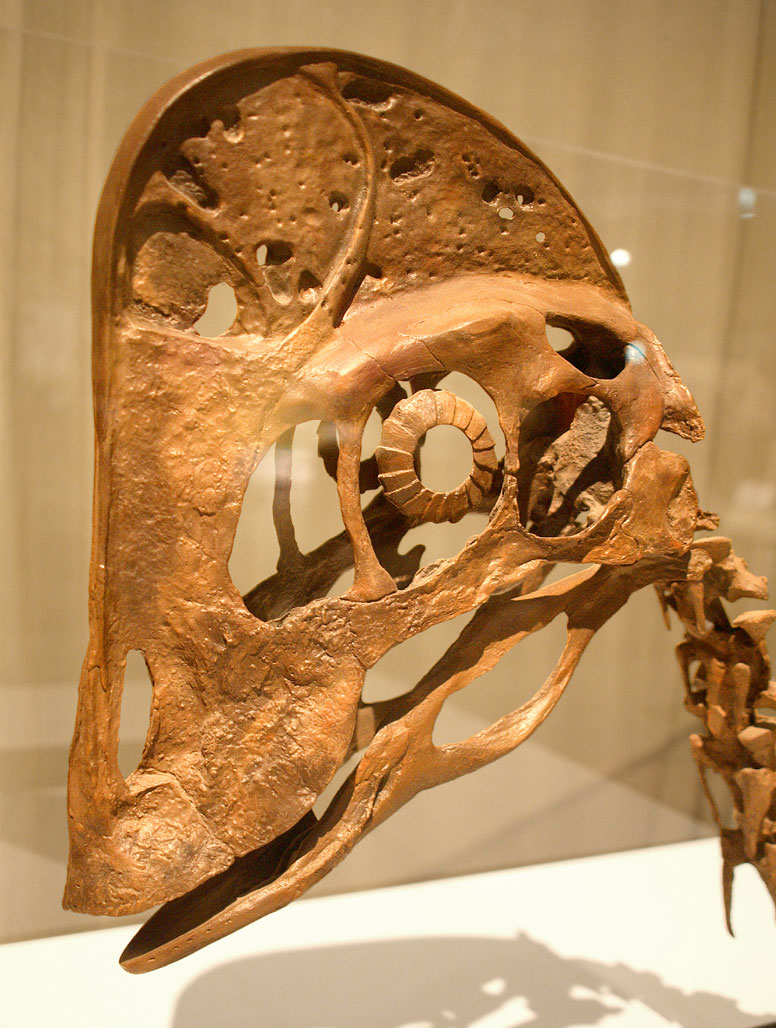
De kaken van Anzu zijn tandeloos

Het bovenkaaksbeen is eveneens tandeloos. Het heeft en opgaande tak die eerst vrij steil omhoog gaat om daarna naar achteren te buigen. Problematisch is de relatie tussen deze maxilla en de praemaxilla. In de interpretatie van de beschrijvers vormt de maxillaire nasale tak de achterkant van de neusopening en versmalt die laatste wat naar boven toe. Volgens een reconstructie van Paul uit 2010 echter is de tak meer liggend geplaatst. Dat heeft ook consequenties voor de aan te nemen hoogte van het hoofdlichaam van het bovenkaaksbeen: bij een meer verticale stand is die hoogte groter. Bij de fossielen is juist dit element slecht bewaard gebleven als een mozaïek van beenschilfers. Daardoor is het moeilijk vaststelbaar of er vóór de grote schedelopening, de fenestra antorbitalis, de gebruikelijke uitholling of fossa aanwezig is. Volgens de beschrijvers ontbreekt deze hoewel de botwand iets naar binnen wijkt; Paul ziet dit als homoloog aan de fossa. De vaak extreme inspringing die oviraptoriden bezitten, lijkt in ieder geval afwezig te zijn. Het profiel van de fenestra antorbitalis leek wellicht op een parallellogram; de achterrand is echter onbekend.
Bij de meeste oviraptorosauriërs is het jukbeen niet veel meer dan een dunne rand onder de oogkas en het onderste slaapvenster. Bij Anzu daarentegen is zowel de voorste tak richting bovenkaaksbeen als de achterste tak richting quadratojugale vrij hoog. De achterste tak wordt naar achteren zelfs hoger en eindigt in een vork, een basaal kenmerk. De "tanden" van de vork zijn lobvormig. Er is geen duidelijke opgaande tak richting traanbeen wat het lastig maakt de grens tussen de fenestra antorbitalis en de oogkas te bepalen daar het traanbeen en het voorhoofdsbeen onbekend zijn. De tak naar het postorbitale achter de oogkas is tamelijk dun en schuin naar achteren en boven gericht.

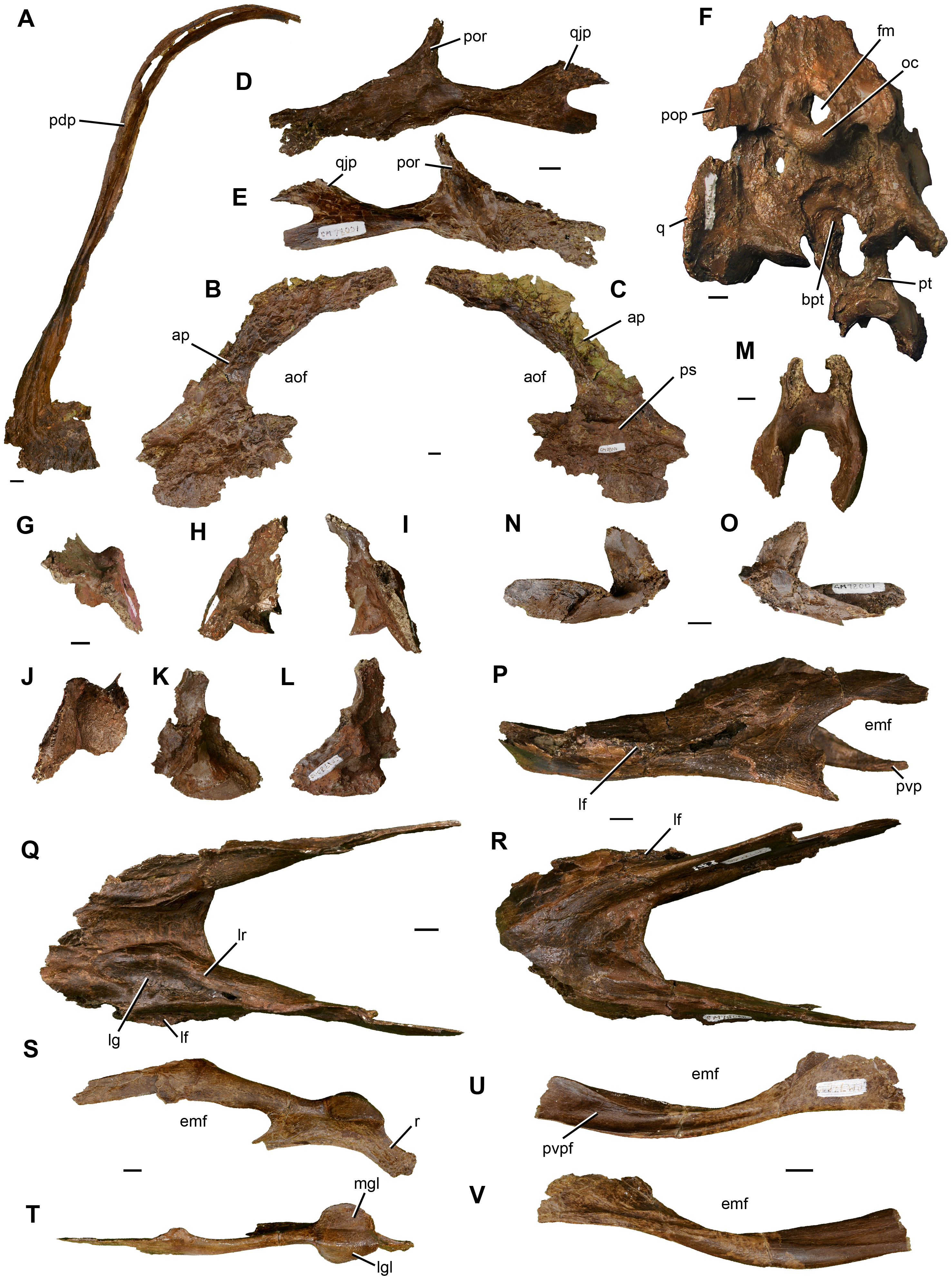
Verschillende elementen van schedel en onderkaken

Er is een belangrijk deel van het achterhoofd bewaard gebleven maar dit is door vergroeiingen lastig te interpreteren. Het achterhoofd is tamelijk hoog. Het achterhoofdsgat is verticaal georiënteerd en smaller dan de condylus occipitalis, de knobbel die contact maakt met de nek. Deze condyle is halvemaanvormig met de holle kant naar boven gericht; de vrij brede structuur is elegant afgerond. De breedte hangt misschien samen met de aanzienlijke absolute grootte van Anzu. De zijuitsteeksels van het achterhoofd, de processus paroccipitales, steken meer naar bezijden dan naar beneden uit. Aan de onderkant van de hersenpan heeft het basisfenoïde korte maar duidelijk ontwikkelde aanhangsels, de processus basipterygoidei.
Het quadratum is gepneumatiseerd. Het mist het gebruikelijke uitsteeksel aan de voorste onderkant voor de articulatie met het quadratojugale. Ongeveer op middelste hoogte heeft de achterrand van de zijkant een hoekig uitsteeksel dat contact moet hebben gemaakt met het quadratojugale; dit vormt de voorste bovenrand van een komvormige uitsparing. Het bovenste kaakgewricht is gescheiden in een bolle binnenste en buitenste knobbel door een groeve die van voren schuin naar achteren en binnen loopt. De knobbels zijn ongeveer even groot en hun lengteassen staat vrijwel haaks op elkaar. De pterygoïde vleugel van het quadratum steekt naar voren en binnen uit en heeft aan de binnenkant een diep hol vlak voor het contact met het pterygoïde. Beide pterygoïden zijn aan de binnenkant met elkaar vergroeid en vormen zo een stevige X-vormige structuur. Het ectopterygoïde wijkt hierin van dat van de oviraptoriden af dat het van voor naar achteren kort is en een gekromde tak richting jukbeen heeft.

#### Onderkaken
De onderkaken zijn vooraan volledig en naadloos vergroeid zodat ze een echte mandibula vormen. Het samengroeiingsvlak loopt in zijaanzicht vrijwel horizontaal en is overdwars breed, een langwerpige platte schepvormige structuur vormend. Deze symfyse is sterk gepneumatiseerd. Aan de buitenzijde van het dentarium loopt een opvallende richel die zich helemaal tot over de symfyse uitstrekt. Het dentarium is tandeloos maar er is wel een diepe lengtegroeve aanwezig aan de buitenzijde begrensd door een hoge opstaande rand waarvan de binnenzijde ingekeept is door vier of vijf verticale groeven. Deze rand zet zich naar voren verdikkend voort over de symfyse en wordt daar aan de buitenzijde weer begrensd door trogvormige groeven. Beide randen zijn hier gescheiden door holle trog over de middenlijn van de symfyse. Aan de achterzijde is het dentarium gevorkt en omvat de voorkant van een groot langwerpig buitenste zijvenster. De onderste tak van de vork kromt opvallend naar beneden. Het achterliggende surangulare heeft geen voorste uitsteeksel dat in het zijvenster uitsteekt. Het surangulare vormt een lage bult op de bovenrand van de achterste onderkaak en is vergroeid met het coronoïde en het articulare. Het surangulare wordt niet doorboord door foramina. De achterkant van de onderkaak is opvallend plat. Het onderste kaakgewricht, een brede ovaal vormend op de kaakrand, is duidelijk bol en verheven. Het angulare maakt een groot deel uit van de onderrand van het zijvenster.

#### Postcrania

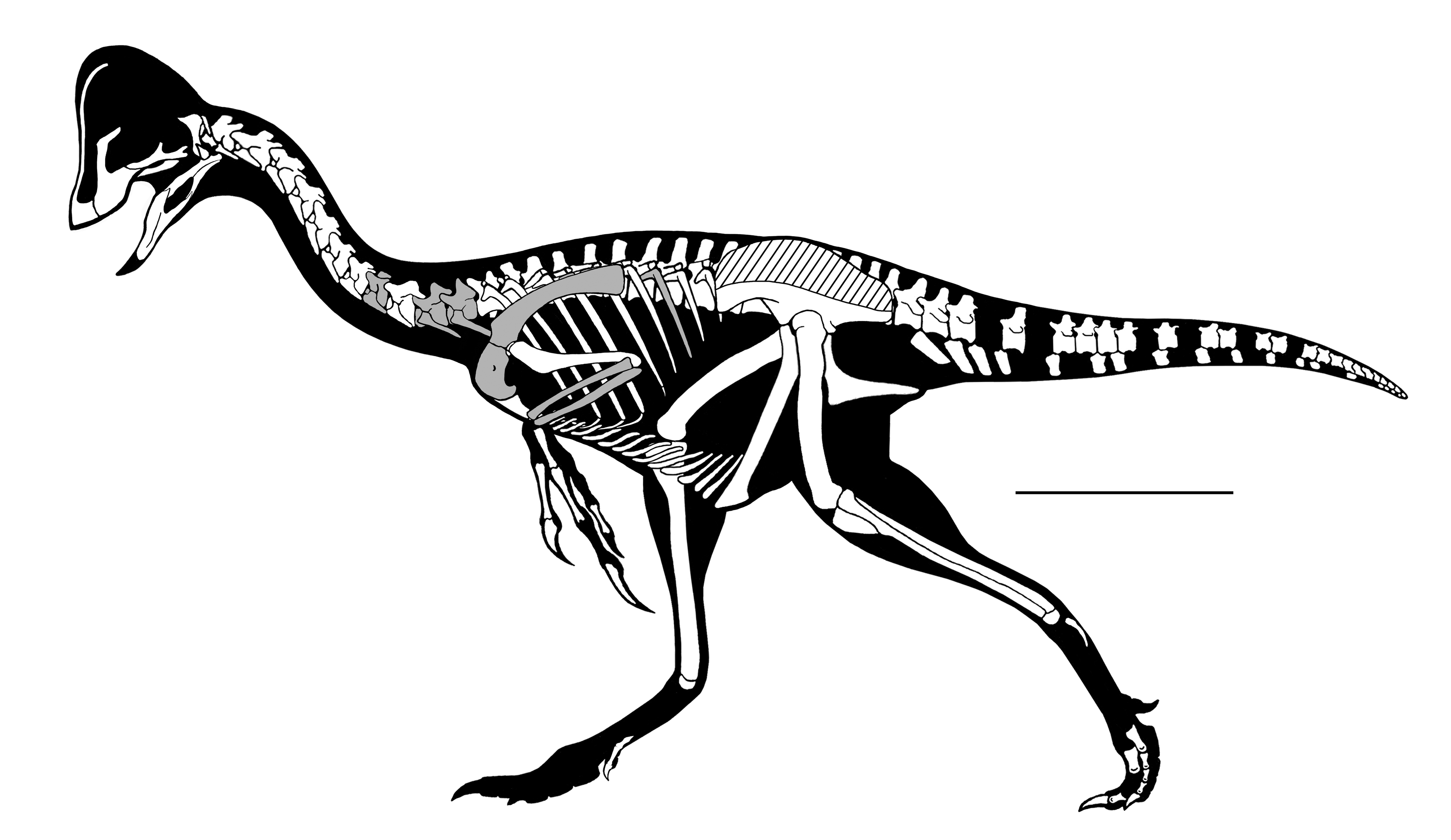
Een diagram van het skelet van Anzu met de gevonden elementen in het wit of grijs. De onbekende bovenkant van het darmbeen is gearceerd

De wervelkolom bestaat volgens de beschrijvers uit twaalf halswervels, tien ruggenwervels, zes vergroeide sacrale wervels en een dertigtal staartwervels. De halswervels zijn tamelijk kort en gedrongen met een laag doornuitsteeksel. In bovenaanzicht hebben ze de typische X-vorm van oviraptorosauriërs die veroorzaakt wordt door breed uitstekende voorste en achterste gewrichtsuitsteeksels. De vrij korte nekribben zijn met hun wervels vergroeid. De achterste halswervels en alle ruggenwervels hebben pleurocoelen. Alle sacrale wervels en de voorste staartwervels hebben pneumatische uithollingen in de zijkanten. De voorste ruggenwervels hebben aan de voorste onderkanten kielvormige hypapofysen die in zijaanzicht afgerond zijn. Hun doornuitsteeksels zijn in zijaanzicht tamelijk smal en hellen naar voren; meer naar achter worden deze matig lang en hellen naar achteren toe. De staart is kort en eindigt in een structuur die op een pygostyle lijkt, zij het dat de uiterste staartwervels, hoewel ze nauw op elkaar aansluiten, niet vergroeid zijn. Ze hebben een sterk gewijzigde vorm. De doornuitsteeksels zijn puntvormig en hellen naar voren. Ze zijn niet vergroeid; een korte dunne verlenging van het wervellichaam raakt de achterliggende wervel. De voorlaatste wervel heeft ook deze vorm maar is extreem verkort; de laatste wervel bestaat slechts uit een stuk wervellichaam met daarop een stuk wervelboog die beiden strak tegen de voorlaatste wervel aansluiten; het stukje wervellichaam eindigt in een puntje. In het algemeen zijn de staartwervels tamelijk hoog; hun chevrons zijn kort en in zijaanzicht opvallend breed. Het is niet duidelijk of de ribben processus uncinati dragen.
Het schouderblad is stevig gebouwd en matig gekromd. Door beschadigingen is moeilijk vaststelbaar in hoeverre het uiteinde verbreed is. De processus acromialis maakt een stompe hoek met de lengteas van het blad en vormt een schuin naar voren, beneden en buiten gericht uitsteeksel. Schouderblad en ravenbeksbeen zijn volledig vergroeid tot een scapulocoracoïde. Het ravenbeksbeen, doorboord door een opvallend foramen, is hoog en smal, wat leidt tot een hoge positie van het schoudergewricht. Het bezit een gekromde naar achteren gerichte punt aan de hoek van de onderzijde. Een vorkbeen is niet bekend. Anzu heeft grote borstbeenderen met aan iedere buitenzijde twee goed ontwikkelde zijuitsteeksels waarvan de voorste overloopt in de voorrand van het sternum. De buitenste achterhoek wordt doorboord door een foramen.

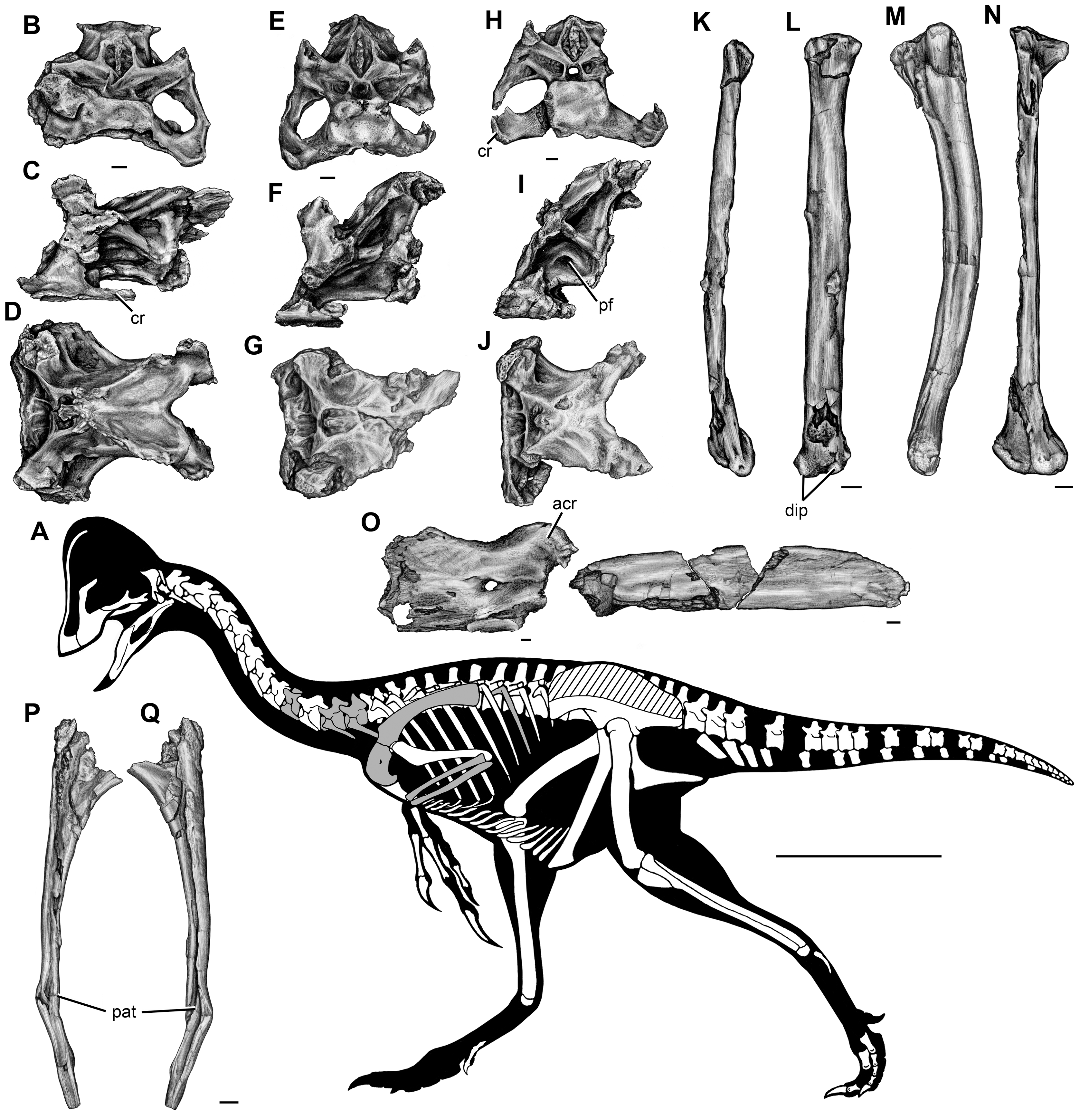
Skeletelementen van specimen MRF 319

Het opperarmbeen is bol zijwaarts gebogen en op het midden van de schacht ook sterk bol naar achteren zodat het ondereind naar voren steekt. De deltopectorale kam is tamelijk laag en aan de voorrand naar binnen gewikkeld. Aan de onderkant van de voorrand bevindt zich een verruwing als aanhechting van de musculus biceps brachii. De ellepijp buigt in een geleidelijke curve duidelijk bol naar achteren. Het spaakbeen buigt iets naar voren en is een dunner element dat echter naar beneden breed spatelvormig uitloopt in twee knobbels die onderaan afgerond zijn en gescheiden worden door een nauwe groeve. Van de middenhand is het tweede middenhandsbeen bekend dat met 40,3% van de lengte van het opperarmbeen tamelijk langgerekt is. De hele hand is relatief groot, langer dan de ellepijp. Het eerste kootje van de tweede vinger is wat langer dan het eerste kootje van de eerste vinger en heeft aan de binnenste onderkant, dus aan de zijde van de eerste vinger, een diepe groeve lopen die naar beneden toe wat schuin naar de bovenkant van de schacht gericht is. Zowel een eerste handklauw als een tweede handklauw zijn bekend. Beide hebben een sterk ontwikkelde naar boven taps toelopende beenlip op de bovenzijde van het gewrichtsvlak, de aanhechting voor de pees van de strekkende spier. De duimklauw is echter duidelijk korter, hoger en sterker gekromd. Er is ook een voorlaatste, derde, kootje van de derde vinger bekend, dat een duidelijk slanker element vormt dan de botten van de eerste twee vingers maar ook weer niet extreem gereduceerd is.

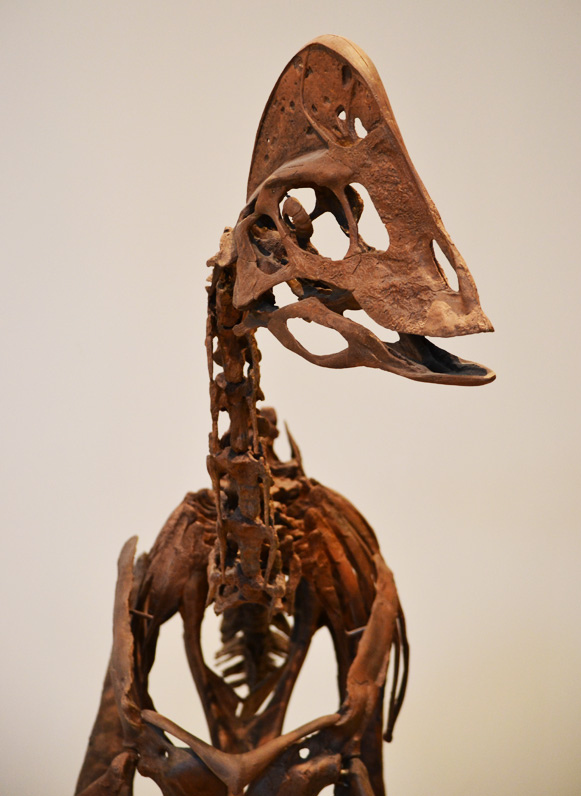
Anzu heeft een brede romp

In het bekken is het darmbeen maar gedeeltelijk bekend. Vooral de bovenrand is bij de fossielen zwaar beschadigd. Zowel Paul als de beschrijvers gaan er in hun reconstructies van uit dat de hoogte van het blad aanzienlijk moet zijn geweest gezien de vrij verticale oriëntatie van het wel bekende deel en de absolute grootte van Anzu die het functioneel zou hebben gemaakt dat zware dijbeenspieren aan dat blad aangehecht zouden zijn geweest. Het voorblad heeft een afhangende punt, met een holle onderrand, die tot beneden het niveau van de bovenkant van het heupgewricht reikt. Het, vrij korte, aanhangsel voor het schaambeen is in zijaanzicht breder dan het aanhangsel voor het zitbeen. Dit laatste heeft aan de binnenkant een duidelijke uitholling die aan de achterkant begrensd is door een opstaande halfcirkelvormige rand. Het schaambeen steekt naar voren en beneden uit. De schacht ervan is lang en recht, zonder de holle kromming naar voren als bij de oviraptoriden. Dit komt ook doordat de "voet" aan het uiteinde vrij klein is en vooral geen belangrijk voorste uitsteeksel heeft. Het achterste uitsteeksel is wat groter en naar boven gericht. Het duidelijk holle ondervlak van de voet vormt zo een naar beneden gerichte punt. Beide schaambeenderen ontmoeten elkaar in een dunne hoge beenschort die vlak boven de "voeten" ophoudt. Het foramen obturatorium is gereduceerd tot een inkeping. Het zitbeen is plaatvormig en aan de buitenste zijkant hol gebogen. Van achteren bekeken vormt het een brede structuur. De schacht loopt naar achteren sterk naar boven krommend uit een vrijwel horizontale scherpe punt. Ter hoogte van de buiging, in het midden van voorkant van de schacht, vormt de processus obturatorius een scherpe naar voren en beneden uitstekende punt die de hol lopende randen erboven en erachter scheidt. Het uitsteeksel is dus niet scherp naar beneden gericht zoals bij sommige oviraptoriden.
Het dijbeen is ongeveer anderhalf keer zo lang als het opperarmbeen. Het is matig robuust en gebogen. De dijbeenkop staat haaks op de schacht. Bovenaan zijn de trochanter major en de voorliggende trochnater minor vergroeid tot een enkele beenstijl die van de kop gescheiden wordt door een ondiepe uitholling aan de bovenzijde van de nek. Meer naar buiten is er aan de achterzijde een extra beenstijl, een opstaande kam vormend die zich tot over een derde van de schachtlengte naar beneden voortzet en een diepe trog op het midden van de achterzijde begrenst. Een vierde trochanter ontbreekt. De buitenste onderste gewrichtsknobbel steekt iets verder naar beneden uit dan de binnenste. Het scheenbeen is tamelijk lichtgebouwd en een kwart langer dan het dijbeen, een teken dat Anzu vrij snel kon rennen. Aan de voorste bovenkant bevindt zich een duidelijke crista cnemialis welke kam zich over ongeveer 30% van de schacht voortzet. De binnenste onderkant van het dunne kuitbeen is uitgehold door een diepe groeve. Het sprongbeen is wel met het aan de buitenkant ervan gelegen hielbeen vergroeid maar niet met het scheenbeen. De opgaande tak van sprongbeen overgroeit wel in een paraboolvorm de onderste voorkant van het scheenbeen. Aan de onderkant van de opgaande tak bevindt zich een ondiepe uitholling in de vorm van een liggende ovaal. In het midden daarvan zit weer een cirkelvormige ruwe bult die iets richting buitenzijde geplaatst is; sommige verwanten hebben wel de uitholling maar geen bult. De middenvoet van Anzu is slecht bekend en daardoor is ook de lengte van de voet als geheel niet vast te stellen. Er is een kort rudimentair vijfde middenvoetsbeen dat krom hol naar voren gebogen is. Ook is een klein eerste middenvoetsbeen gevonden dat een dunne eerste teen draagt. De tenen zijn matig lang. De voetklauwen zijn korter, rechter en stomper dan de handklauwen. Ze hebben gepaarde adergroeven op de buitenste zijkanten die bovenaan gescheiden zijn maar ongeveer op de middelste lengte samenvloeien.

### Verenkleed

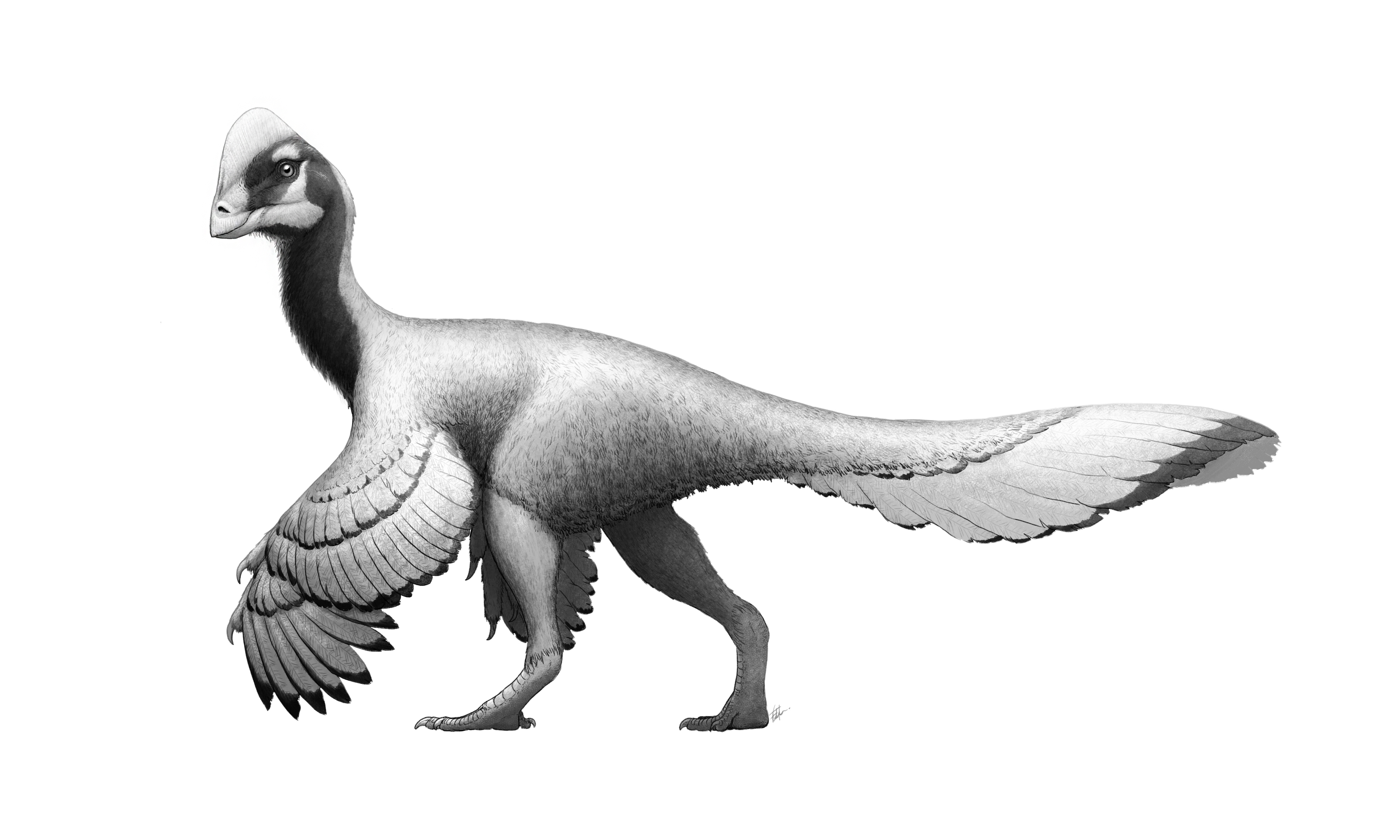
Een mogelijke interpretatie van het verenkleed

Bij Anzu zijn geen resten van veren aangetroffen. Gezien de positie in de stamboom en de waarschijnlijke warmbloedigheid namen de beschrijvers wel aan dat het dier een verenkleed bezat. Een volwassen dier was veel te zwaar om te kunnen vliegen of veilig een glijvlucht uit te voeren. De lange handen kunnen echter wel lange slagpennen gedragen hebben, ten dele verbonden aan de dikke tweede vinger, die een signaalfunctie kunnen hebben gehad, in combinatie met de wellicht felgekleurde kam. De pygostyle van de korte staart wordt gezien als een indicatie voor een waaier van staartveren.

## Fylogenie
Anzu is binnen de Oviraptorosauria in de Caenagnathidae geplaatst. Het viel de beschrijvers moeilijk de stamboom van die laatste groep via een cladistische analyse verder te differentiëren. Beperkte men zich tot de eigenschappen van de onderkaak, dan was Ansu de zustersoort van Caenagnathus.
Het volgende kladogram geeft de gevonden fylogenetische positie van de onderkaak van Anzu aan.
|  | "Caenagnathus" sternbergi                                      |
|  |                                                                |
|  | \| \| Anzu \| \| \| \| \| \| Caenagnathus collinsi \| \| \| \| |
|  |                                                                |
|  | Anzu                                                           |
|  |                                                                |
|  | Caenagnathus collinsi                                          |
|  |                                                                |

|  | Anzu                  |
|  |                       |
|  | Caenagnathus collinsi |
|  |                       |

|  | "Caenagnathus" sternbergi                                      |
|  |                                                                |
|  | \| \| Anzu \| \| \| \| \| \| Caenagnathus collinsi \| \| \| \| |
|  |                                                                |
|  | Anzu                                                           |
|  |                                                                |
|  | Caenagnathus collinsi                                          |
|  |                                                                |

|  | Anzu                  |
|  |                       |
|  | Caenagnathus collinsi |
|  |                       |

|  | "Caenagnathus" sternbergi                                      |
|  |                                                                |
|  | \| \| Anzu \| \| \| \| \| \| Caenagnathus collinsi \| \| \| \| |
|  |                                                                |
|  | Anzu                                                           |
|  |                                                                |
|  | Caenagnathus collinsi                                          |
|  |                                                                |

|  | Anzu                  |
|  |                       |
|  | Caenagnathus collinsi |
|  |                       |

|  | "Caenagnathus" sternbergi                                      |
|  |                                                                |
|  | \| \| Anzu \| \| \| \| \| \| Caenagnathus collinsi \| \| \| \| |
|  |                                                                |
|  | Anzu                                                           |
|  |                                                                |
|  | Caenagnathus collinsi                                          |
|  |                                                                |

|  | Anzu                  |
|  |                       |
|  | Caenagnathus collinsi |
|  |                       |

|  | "Caenagnathus" sternbergi                                      |
|  |                                                                |
|  | \| \| Anzu \| \| \| \| \| \| Caenagnathus collinsi \| \| \| \| |
|  |                                                                |
|  | Anzu                                                           |
|  |                                                                |
|  | Caenagnathus collinsi                                          |
|  |                                                                |

|  | Anzu                  |
|  |                       |
|  | Caenagnathus collinsi |
|  |                       |

|  | "Caenagnathus" sternbergi                                      |
|  |                                                                |
|  | \| \| Anzu \| \| \| \| \| \| Caenagnathus collinsi \| \| \| \| |
|  |                                                                |
|  | Anzu                                                           |
|  |                                                                |
|  | Caenagnathus collinsi                                          |
|  |                                                                |

|  | Anzu                  |
|  |                       |
|  | Caenagnathus collinsi |
|  |                       |

|  | "Caenagnathus" sternbergi                                      |
|  |                                                                |
|  | \| \| Anzu \| \| \| \| \| \| Caenagnathus collinsi \| \| \| \| |
|  |                                                                |
|  | Anzu                                                           |
|  |                                                                |
|  | Caenagnathus collinsi                                          |
|  |                                                                |

|  | Anzu                  |
|  |                       |
|  | Caenagnathus collinsi |
|  |                       |

|  | "Caenagnathus" sternbergi                                      |
|  |                                                                |
|  | \| \| Anzu \| \| \| \| \| \| Caenagnathus collinsi \| \| \| \| |
|  |                                                                |
|  | Anzu                                                           |
|  |                                                                |
|  | Caenagnathus collinsi                                          |
|  |                                                                |

|  | Anzu                  |
|  |                       |
|  | Caenagnathus collinsi |
|  |                       |

|  | "Caenagnathus" sternbergi                                      |
|  |                                                                |
|  | \| \| Anzu \| \| \| \| \| \| Caenagnathus collinsi \| \| \| \| |
|  |                                                                |
|  | Anzu                                                           |
|  |                                                                |
|  | Caenagnathus collinsi                                          |
|  |                                                                |

|  | Anzu                  |
|  |                       |
|  | Caenagnathus collinsi |
|  |                       |

|  | "Caenagnathus" sternbergi                                      |
|  |                                                                |
|  | \| \| Anzu \| \| \| \| \| \| Caenagnathus collinsi \| \| \| \| |
|  |                                                                |
|  | Anzu                                                           |
|  |                                                                |
|  | Caenagnathus collinsi                                          |
|  |                                                                |

|  | Anzu                  |
|  |                       |
|  | Caenagnathus collinsi |
|  |                       |

|  | "Caenagnathus" sternbergi                                      |
|  |                                                                |
|  | \| \| Anzu \| \| \| \| \| \| Caenagnathus collinsi \| \| \| \| |
|  |                                                                |
|  | Anzu                                                           |
|  |                                                                |
|  | Caenagnathus collinsi                                          |
|  |                                                                |

|  | Anzu                  |
|  |                       |
|  | Caenagnathus collinsi |
|  |                       |

|  | "Caenagnathus" sternbergi                                      |
|  |                                                                |
|  | \| \| Anzu \| \| \| \| \| \| Caenagnathus collinsi \| \| \| \| |
|  |                                                                |
|  | Anzu                                                           |
|  |                                                                |
|  | Caenagnathus collinsi                                          |
|  |                                                                |

|  | Anzu                  |
|  |                       |
|  | Caenagnathus collinsi |
|  |                       |

|  | "Caenagnathus" sternbergi                                      |
|  |                                                                |
|  | \| \| Anzu \| \| \| \| \| \| Caenagnathus collinsi \| \| \| \| |
|  |                                                                |
|  | Anzu                                                           |
|  |                                                                |
|  | Caenagnathus collinsi                                          |
|  |                                                                |

|  | Anzu                  |
|  |                       |
|  | Caenagnathus collinsi |
|  |                       |

|  | "Caenagnathus" sternbergi                                      |
|  |                                                                |
|  | \| \| Anzu \| \| \| \| \| \| Caenagnathus collinsi \| \| \| \| |
|  |                                                                |
|  | Anzu                                                           |
|  |                                                                |
|  | Caenagnathus collinsi                                          |
|  |                                                                |

|  | Anzu                  |
|  |                       |
|  | Caenagnathus collinsi |
|  |                       |

|  | "Caenagnathus" sternbergi                                      |
|  |                                                                |
|  | \| \| Anzu \| \| \| \| \| \| Caenagnathus collinsi \| \| \| \| |
|  |                                                                |
|  | Anzu                                                           |
|  |                                                                |
|  | Caenagnathus collinsi                                          |
|  |                                                                |

|  | Anzu                  |
|  |                       |
|  | Caenagnathus collinsi |
|  |                       |

|  | "Caenagnathus" sternbergi                                      |
|  |                                                                |
|  | \| \| Anzu \| \| \| \| \| \| Caenagnathus collinsi \| \| \| \| |
|  |                                                                |
|  | Anzu                                                           |
|  |                                                                |
|  | Caenagnathus collinsi                                          |
|  |                                                                |

|  | Anzu                  |
|  |                       |
|  | Caenagnathus collinsi |
|  |                       |

|  | "Caenagnathus" sternbergi                                      |
|  |                                                                |
|  | \| \| Anzu \| \| \| \| \| \| Caenagnathus collinsi \| \| \| \| |
|  |                                                                |
|  | Anzu                                                           |
|  |                                                                |
|  | Caenagnathus collinsi                                          |
|  |                                                                |

|  | Anzu                  |
|  |                       |
|  | Caenagnathus collinsi |
|  |                       |

|  | "Caenagnathus" sternbergi                                      |
|  |                                                                |
|  | \| \| Anzu \| \| \| \| \| \| Caenagnathus collinsi \| \| \| \| |
|  |                                                                |
|  | Anzu                                                           |
|  |                                                                |
|  | Caenagnathus collinsi                                          |
|  |                                                                |

|  | Anzu                  |
|  |                       |
|  | Caenagnathus collinsi |
|  |                       |

|  | "Caenagnathus" sternbergi                                      |
|  |                                                                |
|  | \| \| Anzu \| \| \| \| \| \| Caenagnathus collinsi \| \| \| \| |
|  |                                                                |
|  | Anzu                                                           |
|  |                                                                |
|  | Caenagnathus collinsi                                          |
|  |                                                                |

|  | Anzu                  |
|  |                       |
|  | Caenagnathus collinsi |
|  |                       |

|  | "Caenagnathus" sternbergi                                      |
|  |                                                                |
|  | \| \| Anzu \| \| \| \| \| \| Caenagnathus collinsi \| \| \| \| |
|  |                                                                |
|  | Anzu                                                           |
|  |                                                                |
|  | Caenagnathus collinsi                                          |
|  |                                                                |

|  | Anzu                  |
|  |                       |
|  | Caenagnathus collinsi |
|  |                       |

|  | "Caenagnathus" sternbergi                                      |
|  |                                                                |
|  | \| \| Anzu \| \| \| \| \| \| Caenagnathus collinsi \| \| \| \| |
|  |                                                                |
|  | Anzu                                                           |
|  |                                                                |
|  | Caenagnathus collinsi                                          |
|  |                                                                |

|  | Anzu                  |
|  |                       |
|  | Caenagnathus collinsi |
|  |                       |

|  | "Caenagnathus" sternbergi                                      |
|  |                                                                |
|  | \| \| Anzu \| \| \| \| \| \| Caenagnathus collinsi \| \| \| \| |
|  |                                                                |
|  | Anzu                                                           |
|  |                                                                |
|  | Caenagnathus collinsi                                          |
|  |                                                                |

|  | Anzu                  |
|  |                       |
|  | Caenagnathus collinsi |
|  |                       |

|  | "Caenagnathus" sternbergi                                      |
|  |                                                                |
|  | \| \| Anzu \| \| \| \| \| \| Caenagnathus collinsi \| \| \| \| |
|  |                                                                |
|  | Anzu                                                           |
|  |                                                                |
|  | Caenagnathus collinsi                                          |
|  |                                                                |

|  | Anzu                  |
|  |                       |
|  | Caenagnathus collinsi |
|  |                       |

|  | "Caenagnathus" sternbergi                                      |
|  |                                                                |
|  | \| \| Anzu \| \| \| \| \| \| Caenagnathus collinsi \| \| \| \| |
|  |                                                                |
|  | Anzu                                                           |
|  |                                                                |
|  | Caenagnathus collinsi                                          |
|  |                                                                |

|  | Anzu                  |
|  |                       |
|  | Caenagnathus collinsi |
|  |                       |

|  | "Caenagnathus" sternbergi                                      |
|  |                                                                |
|  | \| \| Anzu \| \| \| \| \| \| Caenagnathus collinsi \| \| \| \| |
|  |                                                                |
|  | Anzu                                                           |
|  |                                                                |
|  | Caenagnathus collinsi                                          |
|  |                                                                |

|  | Anzu                  |
|  |                       |
|  | Caenagnathus collinsi |
|  |                       |

|  | "Caenagnathus" sternbergi                                      |
|  |                                                                |
|  | \| \| Anzu \| \| \| \| \| \| Caenagnathus collinsi \| \| \| \| |
|  |                                                                |
|  | Anzu                                                           |
|  |                                                                |
|  | Caenagnathus collinsi                                          |
|  |                                                                |

|  | Anzu                  |
|  |                       |
|  | Caenagnathus collinsi |
|  |                       |

|  | "Caenagnathus" sternbergi                                      |
|  |                                                                |
|  | \| \| Anzu \| \| \| \| \| \| Caenagnathus collinsi \| \| \| \| |
|  |                                                                |
|  | Anzu                                                           |
|  |                                                                |
|  | Caenagnathus collinsi                                          |
|  |                                                                |

|  | Anzu                  |
|  |                       |
|  | Caenagnathus collinsi |
|  |                       |

|  | "Caenagnathus" sternbergi                                      |
|  |                                                                |
|  | \| \| Anzu \| \| \| \| \| \| Caenagnathus collinsi \| \| \| \| |
|  |                                                                |
|  | Anzu                                                           |
|  |                                                                |
|  | Caenagnathus collinsi                                          |
|  |                                                                |

|  | Anzu                  |
|  |                       |
|  | Caenagnathus collinsi |
|  |                       |

|  | "Caenagnathus" sternbergi                                      |
|  |                                                                |
|  | \| \| Anzu \| \| \| \| \| \| Caenagnathus collinsi \| \| \| \| |
|  |                                                                |
|  | Anzu                                                           |
|  |                                                                |
|  | Caenagnathus collinsi                                          |
|  |                                                                |

|  | Anzu                  |
|  |                       |
|  | Caenagnathus collinsi |
|  |                       |

|  | "Caenagnathus" sternbergi                                      |
|  |                                                                |
|  | \| \| Anzu \| \| \| \| \| \| Caenagnathus collinsi \| \| \| \| |
|  |                                                                |
|  | Anzu                                                           |
|  |                                                                |
|  | Caenagnathus collinsi                                          |
|  |                                                                |

|  | Anzu                  |
|  |                       |
|  | Caenagnathus collinsi |
|  |                       |

|  | "Caenagnathus" sternbergi                                      |
|  |                                                                |
|  | \| \| Anzu \| \| \| \| \| \| Caenagnathus collinsi \| \| \| \| |
|  |                                                                |
|  | Anzu                                                           |
|  |                                                                |
|  | Caenagnathus collinsi                                          |
|  |                                                                |

|  | Anzu                  |
|  |                       |
|  | Caenagnathus collinsi |
|  |                       |

|  | "Caenagnathus" sternbergi                                      |
|  |                                                                |
|  | \| \| Anzu \| \| \| \| \| \| Caenagnathus collinsi \| \| \| \| |
|  |                                                                |
|  | Anzu                                                           |
|  |                                                                |
|  | Caenagnathus collinsi                                          |
|  |                                                                |

|  | Anzu                  |
|  |                       |
|  | Caenagnathus collinsi |
|  |                       |

## Levenswijze

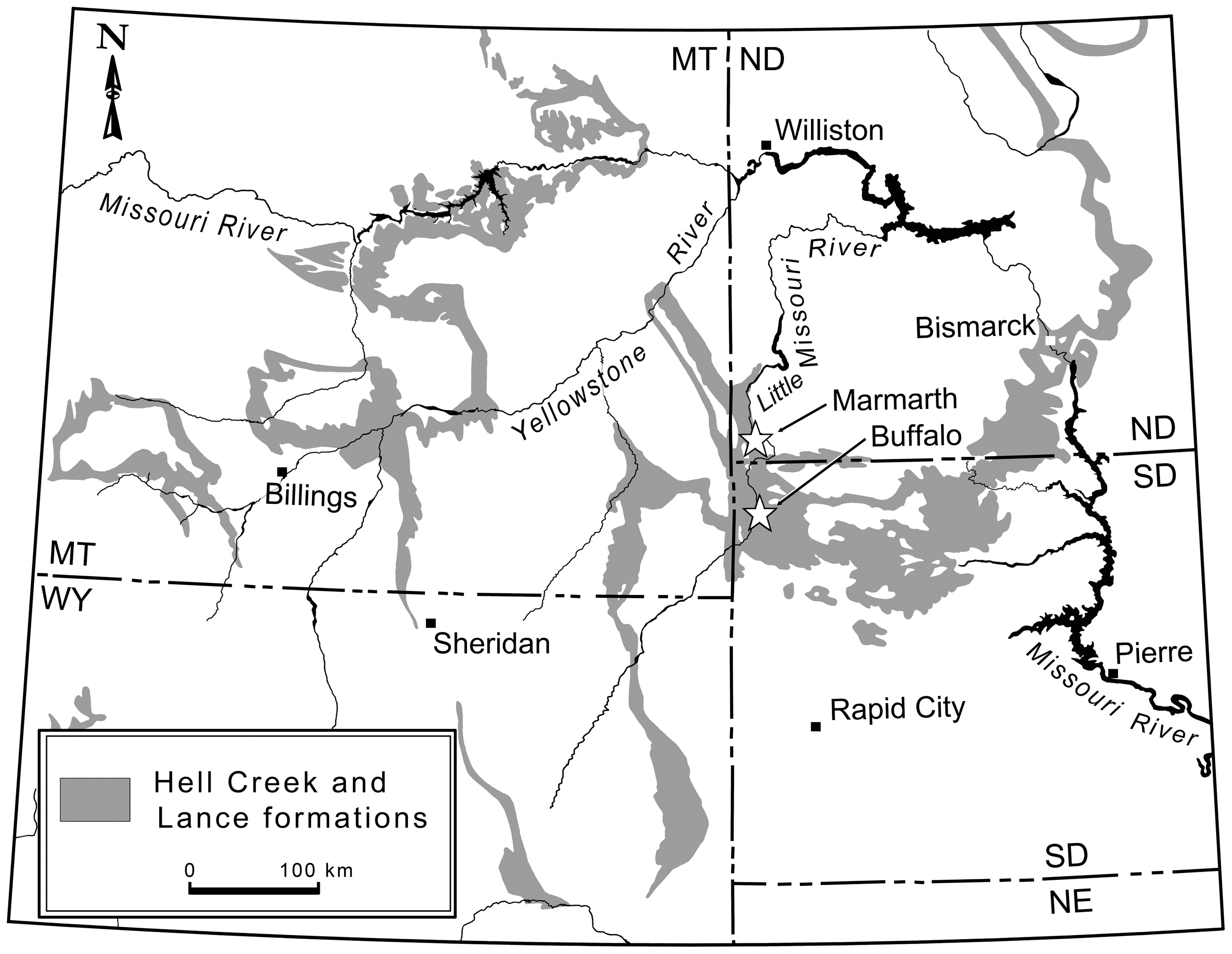
De vindplaatsen liggen tegenwoordig in woestijngebieden maar het gesteente werd afgezet tijdens een vrij nat klimaat

De habitat van Anzu bestond in het late Maastrichtien uit vrij natte bosgebieden.
Volgens de beschrijvers was Anzu allereerst een planteneter. Dat zou blijken uit de langgerekte vergroeide onderkaken die in staat waren tot een snijdende beweging voor- en achterwaarts. Ook de richel op de buitenste voorkant van de onderkaak zou hierop wijzen: dit zou de aanhechting zijn van een spier die de kaak naar achteren trok. De eveneens herbivore Dicynodontia, basale Synapsida, zouden ondanks de geheel andere afkomst dezelfde aanpassingen laten zien. Desalniettemin achtten ze het waarschijnlijk dat het dieet werd aangevuld met kleine dieren, en misschien zelfs eieren, zoals vroeger vaak voor de groep werd aangenomen.
De fossielen van Anzu zijn aangetroffen in sedimentlagen die werden afgezet in overstromingen. Dit zou erop kunnen wijzen dat de dieren niet direct aan de rivieroever leefden maar meer op wat hogere, half-natte gronden. Caenagnathidae zijn zelden aangetroffen in echt droge gebieden.
Het zou kunnen dat de sporen van het ichnogenus Saurexallopus, bekend van afdrukken uit het Maastrichtien van de Rocky Mountains die achtergelaten zijn door een of andere caenagnathide met een heuphoogte tussen de 1,1 en 1,75 meter, in feite door Anzu gemaakt zijn. Beide benoemde ichnospecies, Saurexallopus lovei en Saurexallopus zerbsti, hebben afdrukken achtergelaten in ondiep water, wat er dus op zou duiden dat ze juist wel bij rivieroevers, of althans plassen, leefden.
De lange en sterk gespierde achterpoten van Anzu kunnen nuttig geweest zijn bij het ontlopen van grote roofdieren; in het leefgebied was de reusachtige Tyrannosaurus rex actief.
De functie van de kam is niet geheel zeker. Het ligt voor de hand een rol in de seksuele selectie aan te nemen. Een duidelijke seksuele dimorfie is uit de beperkte fossielen echter niet af te leiden. Een signaalfunctie kan ook de staartwaaier gehad hebben, evenals de vrij lange vleugel.
In twee gevallen laten de fossielen ziekten zien. Bij CM 78000 toont het vermoedelijke eerste kootje van de vierde teen een verruwing met putjes aan de voorkant, het mogelijke gevolg van het losgerukt worden van een pees waarbij een stuk van het bot meeging. Bij MRF 319 heeft een rib een verruwing die op een geheelde breuk wijst.